# Martin Hollstein
Martin Hollstein (født 2. april 1987) er en tysk kajakroer, som har specialiseret sig i kano sprint. 
Martin Hollstein blev forud for OL 2008 i Beijing sat sammen med den erfarne Andreas Ihle i toerkajakken, og de vandt deres indledende heat sikkert foran danskerne Kim Wraae Knudsen og René Holten Poulsen og kvalificerede sig dermed direkte i finalen. Her gentog de to tyskere præstationen fra indledende heat, da de henviste Wraae og Poulsen til andenpladsen, mens italienerne Andrea Facchin og Antonio Scaduto sikrede sig bronze.
De følgende år dominerede Hollstein og Ihle deres klasse og vandt guld ved EM i både 2010 og 2011 og ved VM i 2010 samt sølv ved EM i 2012.
De var derfor favoritter ved OL 2012 i London, og de vandt da også sikkert deres indledende heat. I finalen satte de spurten ind for sent og måtte nøjes med bronzemedaljer efter de ungarske vindere Rudolf Dombi og Roland Kökény samt portugiserne Fernando Pimenta og Emanuel Silva.